# روبرت بورفيس
روبرت بورفيس (بالإنجليزية: Robert Purvis) (4 أغسطس 1810 - 15 أبريل 1898)، أمريكي مناصر لإلغاء العبودية في الولايات المتحدة. وُلد في تشارلستون (كارولاينا الجنوبية)، تلقى تعليمه في أكاديمية أمهرست، وهي مدرسة ثانوية في ماساتشوستس ثم أمضى معظم حياته في فيلادلفيا، بنسلفانيا. في عام 1833، ساعد في تأسيس جمعية مكافحة العبودية الأمريكية ومكتبة الأشخاص الملونين. شغل منصب رئيس جمعية بنسلفانيا لمكافحة العبودية من عام 1845 إلى عام 1850 وسافر إلى بريطانيا بهدف كسب الدعم.

## الزواج والعائلة
تزوج بورفيس من هارييت ديفي فورتين في عام 1832، وهي امرأة ملونة وابنة الثري جيمس فورتن وزوجته شارلوت، وكلاهما كانا من القادة البارزين في فيلادلفيا. كانت هارييت مثل والديها وأشقائها ناشطة ضمن الجماعات المناهضة للعبودية في المدينة، بما في ذلك جمعية فيلادلفيا النسائية لمكافحة العبودية.
كان لدى عائلة بورفيس ثمانية أطفال، منهم الابن تشارلز بورلي بورفيس (1841-1926). الذي أصبح جراحًا وأستاذًا لمدة 30 عامًا في كلية الطب بجامعة هوارد. بالإضافة إلى ذلك، تولّى الزوجان تربية ابنة أخ هارييت، شارلوت فورتين غريمكي، بعد وفاة والدتها. حاضرت هارييت لاحقًا بشكل علني ضد الفصل العنصري وللحصول على حق الاقتراع لجميع المواطنين.
بعد وفاة هارييت، تزوج بورفيس من تريسي تاونسند، التي كانت من أصل أوروبي، من شمال شرق فيلادلفيا، وباعتباره شخصية عامة ومعروفة، تلقى بعض الانتقادات لهذا الزواج، من كل من البيض والسود الذين اهتموا بموضوع لون البشرة.

## حياته السياسية
ساعد بورفيس الناشط ويليام لويد غاريسون عام 1833 في تأسيس الجمعية الأمريكية لمكافحة العبودية في فيلادلفيا. كان بورفيس آخر عضو باقٍ على قيد الحياة من الجمعية. في نفس العام، ساعد في تأسيس مكتبة للأشخاص الملونين، على غرار المكتبة في فيلادلفيا.  وبدعم من غاريسون، سافر بورفيس عام 1834 إلى بريطانيا للقاء أشخاص مهمين مسؤولين عن إلغاء عقوبة الإعدام.
خطط بورفيس في عام 1838 لحركة تدعى (نداء أربعين ألف مواطن مهدد بالحرمان) التي حثت على إلغاء تعديل دستوري جديد حرم الأمريكيين الأفارقة من حق التصويت. كانت هناك توترات ومخاوف واسعة النطاق بين البيض بعد تمرد نات تيرنر عام 1831 في فرجينيا. على الرغم من أن ولاية بنسلفانيا كانت دولة حرة، إلا أن المسؤولين فيها استمروا في تطبيق هذا التعديل لتقييد الحقوق السياسية للسود الأحرار. لم يحصلوا على حق الاقتراع ثانيةً إلا بعد إقرار التعديل الخامس عشر في عام 1870، في أعقاب الحرب الأهلية.
دعم بورفيس العديد من المواضيع التقدمية بالإضافة إلى إلغاء العبودية. شارك أيضًا مع لوكريشا موت في المطالبة بحقوق المرأة وحق الاقتراع. حضر بورفيس الاجتماع التأسيسي لجمعية حق المرأة في الانتخاب بنسلفانيا، وأيّد المساواة والقضايا الاجتماعية المماثلة. كان يؤمن بالمجموعات التي تعمل من أجل تقدم وتطور المجتمع. بحلول نهاية الحرب الأهلية، حُرّر العبيد وحصلوا على حق الاقتراع، عندما وصل بورفيس إلى أواخر الخمسينيات من عمره أصبح أقل نشاطًا في الشؤون السياسية.

### الشغب في شارع لومبارد
اعتبر الكاثوليك الإيرلنديون، الذين غالبًا ما يتنافسون على الوظائف الأقل أجورًا، أن سكان المدينة الأمريكيين الأفارقة يتفاخرون بنجاحهم، وهذا ما جعل منهم أهدافًا لغضب المهاجرين المحبطين. بدأ شغب عرقي لمدة ثلاثة أيام في 1 أغسطس من عام 1842، إذ أضرم المشاغبون النيران وهاجموا رجال الإطفاء والشرطة أثناء ذهابهم إلى منزل بورفيس، ووقفوا احتجاجًا في الخارج لمدة أربعين ساعة. وبحسب ما ورد أُنقذ بورفيس وبيته من الإيرلنديين بتدخل كاهن كاثوليكي.

## روابط خارجية
- روبرت بورفيس على موقع إن إن دي بي (الإنجليزية)